# 773
773 је била проста година.

## Догађаји
- Википедија:Непознат датум — Владавина династије Абасида у Багдаду.
- Википедија:Непознат датум — Трећи франачко-лангобардски рат

- Лето – Краљ Карло Велики и његов ујак Бернард, син Карла Мартела, прелазе Алпе са франачким експедиционим снагама на захтев папе Хадријана I. У подножју планина у долини Сузе (Северна Италија), Франци су ометани ломбардским утврђењима. Након извиђања, Карло Велики напада браниоце са бока и приморава Ломбарде да беже у утврђену престоницу Павију.
- Опсада Павије: Карло Велики опседа Павију, која је слабо снабдевена храном. Краљ Дезидерије остаје у престоници и наређује свом сину Адалгису да брани Верону како би чувао Гербергу и децу Карломана I. Након кратке опсаде, Адалгис бежи у Цариград, где га прима цар Константин V. У међувремену, Франци освајају градове Верону и Мортару.
- Саксонски ратови: Саксонске снаге користе Карлову заокупљеност Италијом како би повратиле Ересбург и Сибург (близу Дортмунда). Они безуспешно нападају епископски центар Бирабург, који је основао Свети Бонитације.
- Број 0 је уведен у град Багдад, који ће на Блиском истоку развити арапски математичари, који ће своје бројеве заснивати на индијском систему (дуго након што је култура Маја развила концепт, упореди Мајанске бројеве).
- Краљ Конгтекха из Манипура (данашња Индија) умире након 10-годишње владавине; током његове владавине први пут се појављује писмо језика Меитеи.
- Велико и нагло повећање радиоугљеника (14C) дешава се око 773. године у коралним скелетима из Јужног кинеског мора.